# 50723 Beckley
50723 Beckley è un asteroide della fascia principale. Scoperto nel 2000, presenta un'orbita caratterizzata da un semiasse maggiore pari a 2,5449789 au e da un'eccentricità di 0,1217775, inclinata di 11,76412° rispetto all'eclittica.
L'asteroide è dedicato all'astronoma britannica Elizabeth Beckley.